# Света Богородица Челница
„Света Богородица Челница“ (на македонска литературна норма: Света Богородица Челница) е православна църква в град Охрид, Северна Македония, част от Дебърско-Кичевската епархия на Македонската православна църква – Охридска архиепископия.

## История
Според Никола Мавродинов и Станчо Ваклинов „Света Богородица Челница“ е базиликата, построена според историческите извори от българския владетел Борис I в IX век в Охрид, но според други изследователи църквата е от XIV век.

## Архитектура
Църквата е разположена югоизточно от църквата Мали „Свети Врачи“. Тя е двукорабна, което е рядко явление в църковната архитектура, и на практика е единствената подобна в Северна Македония. Двата кораба на свързани с арки, като северният е по-малък, а южният – по-голям. Апсидата ѝ е стъпила върху старата крепостна стена. Църквата има второ ниво с вход от юг. В XIX век от западната страна на църквата е изграден трем с камбанария.

## Интериор
От XIV век е най-ранният запазен живописен слой, от който има останали части на южната и северната стена над арката. В 1862 година Дичо Зограф изписва на западната стена на наоса сцената Успение Богородично и оставя голям наспис с подпис. В 1901 година над някои стенописи работи и Коле Момиров.